# بور (المكلا)

تعديل مصدري - تعديل

بور هي إحدى قرى عزلة المكلا بمديرية المكلا التابعة لمحافظة حضرموت، بلغ تعداد سكانها 143 نسمة حسب تعداد اليمن لعام 2004.